# Ригозеро
Ри́гозеро — станция (тип населённого пункта) в составе Поповпорожского сельского поселения Сегежского района Республики Карелия.

## Общие сведения
Станция расположена на 656-м км перегона Медвежья Гора—Сегежа.

## Население
| 2002 | 2009 | 2010 | 2013 |
| ---- | ---- | ---- | ---- |
| 4    | ↘2   | ↘1   | ↘0   |